# Monteciello
 
Monteciello (Montecieḷḷuen asturiano y oficialmente) es un lugar de la parroquia de Riello (Rieḷḷu en asturiano y oficialmente) en el concejo asturiano de Teverga.
Se encuentra a 1,10 kilómetros La Plaza

## Personajes destacados
- Xosé Lluis García Arias, presidente de la Academia de la Lengua Asturiana de 1981 a 2001.